# Tineke Looijenga
Jantina Helena Looijenga kurz Tineke Looijenga (geboren 12. Juni 1948 in Groningen) ist eine niederländische Philologin und Linguistin der Historischen Sprachwissenschaften und Runologin. Sie studierte und unterrichtete an der Reichsuniversität Groningen.

## Veröffentlichungen in Auswahl
Monografien
- Runes around the North Sea and on the Continent AD 150–700; Text & Contexts. Rijksuniversiteit van Groningen 1997, ISBN 90-6781-014-2. (Dissertation)
- Texts & contexts of the oldest Runic inscriptions. (= The Northern World 4). Brill, Leiden/Boston 2003, ISBN 90-04-12396-2.

Herausgaben
- Frisian Runes and Neighbouring Traditions: Proceedings of the First International Symposium on Frisian Runes at the Fries Museum, Leeuwarden, 26–29 January 1994. Herausgegeben mit Arend Quak und veröffentlicht in: Amsterdamer Beiträge zur älteren Germanistik 45 (1996).
- Essays on the Early Franks. (= Groningen archaeological studies 1). Mit Ernst Taayke, O.H. Harsema, H.R. Reinders, Barkhuis Publishing, Groningen 2003.

Aufsätze und Beiträge in Sammelbänden
- The Yew-Rune in the Pforzen Inscription, S. 80–87. The Bergakker Find and its Context, S. 141–151. Beide in: Alfred Bammesberger, Gaby Waxenberger (Hrsg.): Pforzen und Bergakker. Neue Untersuchungen zu Runeninschriften. (= Historische Sprachforschung – Ergänzungsheft 41). V&R, Göttingen 1999.
- A Runic Inscription from Bergakker (Gelderland), The Netherlands. In: Amsterdamer Beiträge zur älteren Germanistik 46 (1996), S. 9–16.
- The Runic Inscription of the Gandersheim Casket. Mit Theo Vennemann in: Das Gandersheimer Runenkästchen: Internationales Kolloquium Braunschweig, 24.–26. März 1999. Herzog Anton Ulrich-Museum, Braunschweig 2003, S. 111–120.
- Runic Literacy in North-West Europe, with a Focus on Frisia. In: John Hines et al. (Hrsg.): Frisians of the early middle ages. The Boydell Press, Woodbridge 2021, S. 375–400.